# Кастрен, Урхо
Урхо Йонас Кастрен (фин. Urho Jonas Castrén; 30 декабря 1886, Йювяскюля — 8 марта 1965, Хельсинки) — финский государственный и политический деятель, член Национальной Коалиционной партии.

## Семья
По образованию юрист, начал карьеру в юридической фирме своего дяди К. Кастрена — видного финского юриста, политика и одного из первых премьер-министров Финляндии.

## Биография
В основном работал в судебной системе, более четверти века возглавлял Высший административный суд Финляндии, в 1925—1926 годах был министром юстиции во втором кабинете К. Каллио. В сентябре 1944 в связи с болезнью премьера А. Хакцелля был приглашён возглавить новое правительство, которое возглавлял менее 2 месяцев. Основной его задачей на посту премьера было выполнение условий Московского перемирия. В ноябре 1944 года коалиционное правительство Кастрена распалось, Кастрен вернулся на пост председателя Высшего административного суда и больше к политической деятельности не возвращался.
Скончался в начале 1965 года в столице Финляндии Хельсинки.